# Скијашко трчање на Зимским олимпијским играма 1924 — 18 километара за мушкарце
Скијашко трчање на 18 км у мушкој конкуренцији на Зимским олимпијским играма 1924. одржано је у суботу 2. фебруара 1924. године на стадиону у Шамонију. Ова дисциплина је била и део Светског првенства у нордијском скијању, а њени резултати су важили и за такмичење у нордијској комбинацији.
Такмичење је почело у 9:30 и први је стартовао Антон Готштајн, други такмичар је стартовао један минут иза њега, а сваки следећи након 30 секунди. Последњи је стартовао Рагнар Омтведт у 9:55:30. Први је завршио трку Тапани Нику у 10:51:56, а такмичење се завршило у 12:00:33 проласком кроз циљ Рагнара Омтведта.
Учествовао је 41 такмичар из 12 земаља.

## Земље учеснице
| - Чехословачка (4) - Финска (4} - Француска (4) - Италија (4) | - Југославија (4) - Летонија (1} - Мађарска (2) - Норвешка (4) | - Пољска (2) - Шведска (4) - Швајцарска (4) - Сједињене Америчке Државе (4) |

- У загради се налази број спортиста који су се такмичили за ту земљу

## Резултати
| Пласман | ст, бр. | Име                  | Држава                    | Време             | Заостатак         |
| ------- | ------- | -------------------- | ------------------------- | ----------------- | ----------------- |
|         | 34      | Торлејф Хав          | Норвешка                  | 1:14:31,4         | -                 |
|         | 27      | Јохан Гретумсбротен  | Норвешка                  | 1:15:51,0         |                   |
|         | 9       | Тапани Нику          | Финска                    | 1:16:26,0         |                   |
| 4.      | 35      | Јон Мордален         | Норвешка                  | 1:16:56,8         | +2:25,2           |
| 5.      | 10      | Ејнар Ландвик        | Норвешка                  | 1:17:27,4         | +2:56,4           |
| 6.      | 12      | Пер-Ерик Хедлунд     | Шведска                   | 1:17:49,4         | + 3:18,0          |
| 7.      | 38      | Мати Рајвио          | Финска                    | 1:19:10,4         | +4,39,0           |
| 8.      | 8       | Елис Сандин          | Шведска                   | 1:19:24,0         |                   |
| 9.      | 20      | Торкел Персон        | Шведска                   | 1:19:29,8         | +4:58,4           |
| 10.     | 33      | Ерик Винберг         | Шведска                   | 1:20:29,4         | +5:58,0           |
| 11.     | 22      | Мати Ритола          | Финска                    | 1:25:13,0         |                   |
| 12.     | 40      | Енрико Коли          | Италија                   | 1:25:13,0         |                   |
| 13.     | 7       | Антонио Херин        | Италија                   | 1:33:06,4         | +18:35,0          |
| 14.     | 21      | Петер Шмид           | Швајцарска                | 1:33:34,8         | + 1903,4          |
| 15.     | 24      | Данијел Пелисијер    | Италија                   | 1:33:45,2         | +19:23,2          |
| 16.     | 30      | Антон Колин          | Финска                    | 1:33:54,6         | + 19:32,2         |
| 17.     | 14      | Штепан Хевак         | Чехословачка              | 1:34:43,4         | + 20:12,0         |
| 18.     | 1       | Антонин Готштајн     | Чехословачка              | 1:34:54,0         |                   |
| 19.     | 6       | Сигурд Овербај       | Сједињене Америчке Државе | 1:34:56,0         |                   |
| 20.     | 5       | Жилбер Раванел       | Француска                 | 1:35:33,4         | + 21:02,0         |
| 21.     | 29      | Акиле Бакер          | Италија                   | 1:36:03,8         | +21:32,4          |
| 22.     | 39      | Ксавер Афентранже    | Швајцарска                | 1:36:36,2         |                   |
| 23.     | 17      | Вацлав Јон           | Чехословачка              | 1:37:20,8         | +22:49,4          |
| 24.     | 16      | Франтишек Хак        | Чехословачка              | 1:39:41,6         | + 25:10,2         |
| 25.     | 19      | Ханс Ајденбенц       | Швајцарска                | 1:39:51,8         | + 25:20,4         |
| 26.     | 31      | Александар Жирар-Биј | Швајцарска                | 1:41:43,4         | +27:12,0          |
| 27.     | 15      | Франћишек Бујак      | Пољска                    | 1:42:13,0         |                   |
| 28.     | 3       | Анджеј Кжептовски    | Пољска                    | 1:43:02,8         | + 28:31,4         |
| 29.     | 11      | Адријен Вандел       | Француска                 | 1:43:58,0         |                   |
| 30.     | 13      | Џон Карлтон          | Сједињене Америчке Државе | 1:45:49,8         | + 31:18,4         |
| 31.     | 25      | Иштван Деван         | Мађарска                  | 1:50:20,8         | +35;49,4          |
| 32.     | 37      | Зденко Швигељ        | Југославија               | 1:50:27,6         | + 35:56,2         |
| 33.     | 2       | Андерс Хауген        | Сједињене Америчке Државе | 1:55:04,2         |                   |
| 34.     | 26      | Владимир Кајзељ      | Југославија               | 2:00:43,0         |                   |
| 35.     | 41      | Рагнар Омтведт       | Сједињене Америчке Државе | 2:05:03,0         |                   |
| 36.     | 4       | Душан Зинаја         | Југославија               | 2:12:19,4         | + 57:38,0         |
| -       | 23      | Бела Сепеш           | Мађарска                  | Није завршио трку | Није завршио трку |
| -       | 32      | Мирко Пандаковић     | Југославија               | Није завршио трку | Није завршио трку |
| -       | 28      | Марсијал Пејо        | Француска                 | Није завршио трку | Није завршио трку |
| -       | 36      | Робертс Плуме        | Летонија                  | Није завршио трку | Није завршио трку |
| -       | 18      | Дени Куте            | Француска                 | Није завршио трку | Није завршио трку |